# Свазиленд на Светском првенству у атлетици на отвореном 2017.
Свазиленд је учествовао на 16. Светском првенству у атлетици на отвореном 2017.  одржаном у Лондону од 4. до 13. августа шеснаести пут, односно учествовао је на свим првенствима до данас. Репрезентацију Свазиленда представљао је један атлетичар који се такмичио у трци на 200 метара.,
На овом првенству Свазиленд није освојио ниједну медаљу. Није било нових националних ни личних рекорда, осим што је такмичар остварио свој најбољи резултат сезоне.

## Учесници
Мушкарци:
- Сибусисо Матсенџва — 200 м

## Резултати

### Мушкарци
| Атлетичар          | Дисциплина | Лични рекорд | Квалификације | Квалификације | Полуфинале           | Полуфинале           | Финале               | Финале       | Детаљи |
| Атлетичар          | Дисциплина | Лични рекорд | Резултат      | Место         | Резултат             | Место                | Резултат             | Место        | Детаљи |
| ------------------ | ---------- | ------------ | ------------- | ------------- | -------------------- | -------------------- | -------------------- | ------------ | ------ |
| Сибусисо Матсенџва | 200 м      | 20,58 НР     | 20,67         | 5. у гр. 3    | Није се квалификовао | Није се квалификовао | Није се квалификовао | 33 / 46 (50) |        |